# Dewlish
Dewlish est une paroisse civile et un village du Dorset, en Angleterre. c'est onze kilometers jusqu'à dorchester, et la paroisse compte 8.5km^2 en totale. 